# Немања Недовић
Немања Недовић (Нова Варош, 16. јун 1991) српски је кошаркаш. Игра на позицијама плејмејкера и бека, а тренутно наступа за Црвену звезду.

## Клупска каријера

### Почеци
Недовић је кошарку почео да тренира у италијанском Асколију, с обзиром да је његов отац био професионални рукометаш који је играо у том граду. Каријеру је касније наставио у КК Златар из Нове Вароши, а играо је и за КК Шампион из Ужица. У редове Црвене звезде стигао је 2005. године и са клубом је касније стигао до титуле првака Србије у јуниорској конкуренцији. 

### Црвена звезда
За први тим је дебитовао у сезони 2008/09, у првом мандату Светислава Пешића на клупи црвено-белих, када је добио прилику на шест утакмица у свим такмичењима. Нешто већу минутажу добио је у наредној 2009/10. сезони.
Недовић је избио у први план у сезони 2010/11, када је клуб функционисао са изузетно малим буџетом и забраном довођења играча, која је уследила. У Јадранској лиги бележио је 10,8 поена и 2,5 асистенција, а Звезда је изборила опстанак у трци са Задром. Странци су уочи почетка Суперлиге Србије напустили клуб због недостатка новца, а Недовић је у Суперлиги бележио 16,4 поена по утакмици и четири асистенције. По укупном броју поена (230) био је други стрелац лиге иза саиграча Уроша Николића (235). Немања је у овој сезони био најефикаснији кошаркаш Звезде са укупно 520 поена у 41 утакмици. 
Недовић је провео у Звезди и сезону 2011/12. када се Светислав Пешић вратио на функцију тренера Звезде. Тада је имао мању минутажу него претходне године.

### Иностранство
Каријеру је у лето 2012. наставио у литванском Лијетувос ритасу, чији је тренер тада био Александар Џикић. Са њима је у сезони 2012/13. на десет мечева у Евролиги бележио 9,8 поена по мечу. 
На НБА драфту 2013. одабран је као 30. пик од стране Финикс санса али је одмах трејдом послат у Голден Стејт вориорсе. Званично је потписао уговор са Голден Стејтом 9. августа 2013. године. У сезони 2013/14. Недовић је наступио на 24 НБА утакмице и на терену је просечно проводио свега 5,9 минута (просек 1,1 поен). Током сезоне је у више наврата ишао у НБА развојну лигу где је играо за Санта Круз вориорсе. Дана 11. новембра 2014. отпуштен је од стране Вориорса.
У сезони 2014/15. наступао је за Валенсију.  У јулу 2015. потписао је једногодишњи уговор са Малагом. Дана 30. маја 2016. продужио је уговор са Малагом на још две године. Са екипом Малаге је освојио Еврокуп у сезони 2016/17. Напустио је клуб по окончању такмичарске 2017/18. У јуну 2018. потписао је уговор са Олимпијом из Милана. Провео је наредне две сезоне у клубу из Милана а од трофеја је освојио само један италијански Суперкуп. 
У јулу 2020. потписао је уговор са грчким Панатинаикосом. На гостовању Макабију, 22. децембра 2020. у Нокија арени у Тел Авиву, Недовић је постигао свој евролигашки рекорд каријере када је убацио 39 поена. То је уједно у том моменту и рекорд када су српски играчи у питању. Са клубом из Атине је у првој сезони освојио дуплу круну у Грчкој (првенство и Куп). У јулу 2021. потписао је нови једногодишњи уговор са екипом Панатинаикоса.
У јулу 2022. вратио се у Црвену звезду и потписао трогодишњи уговор са клубом.

## Репрезентација
Играо је за селекцију Србије до 20 година на три Европска првенства. На Европском првенству до 20 година у Шпанији 2011. године био је први стрелац српске репрезентације са 19,6 поена по мечу. 
За сениорску репрезентацију Србије дебитовао је током лета 2012. у квалификацијама за Европско првенство 2013. Носио је затим национални дрес на Европским првенствима 2013. и 2015. године. Због повреде је пропустио Светско првенство 2014. у Шпанији.
Прву медаљу са сениорском репрезентацијом освојио је на Олимпијским играма 2016. у Рију. Тада је Србија стигла до финала где је поражена од селекције САД. 
Због повреде је пропустио и Европско првенство 2017. Следеће велико такмичење је било Светско првенство 2019. у Кини, али ни овај пут Недовић није наступао пошто га селектор Ђорђевић није уврстио на коначан списак играча.
Поново се нашао на коначном списку за неко велико такмичење када га је селектор Светислав Пешић уврстио у састав за Европско првенство 2022. које се одржало у Немачкој, Грузији, Чешкој и Италији. Србија је на овом ЕП завршила такмичење у осмини финала након пораза од Италије.
У марту 2024. Недовић је саопштио да је завршио репрезентативну каријеру.

## Приватни живот
Недовић се 2. августа 2020. године венчао са манекенком Мином Милутиновић. Трећег јуна 2023. године добили су ћерку Талију.

## Успеси

### Клупски
- Малага:
  - Еврокуп (1): 2016/17.

- Олимпија Милано:
  - Суперкуп Италије (1): 2018.

- Панатинаикос:
  - Првенство Грчке (1): 2020/21.
  - Куп Грчке (1): 2021.
  - Суперкуп Грчке (1): 2021.

- Црвена звезда:
  - Јадранска лига (1): 2023/24.
  - Првенство Србије (2): 2022/23, 2023/24.
  - Куп Радивоја Кораћа (3): 2023, 2024, 2025.

### Репрезентативни
- Олимпијске игре:  2016.